# Rue du Faubourg-du-Temple
Ne doit pas être confondu avec Rue du Temple, Rue Vieille-du-Temple, Rue des Fontaines-du-Temple ou Boulevard du Temple.
La rue du Faubourg-du-Temple est une voie des 10e et 11e arrondissements de Paris, en France.

## Situation et accès
Elle commence place de la République et monte jusqu'au boulevard de la Villette. Il s'agit d'une voie limitrophe entre deux arrondissements, son côté pair (à droite en venant de la République) se trouvant côté 11e arrondissement et son côté impair (à gauche) dans le 10e.
La rue du Faubourg-du-Temple prolonge la rue du Temple (3e arrondissement), de l'autre côté de la place de la République, et est elle-même prolongée, au-delà du boulevard de la Villette, par la rue de Belleville (19e et 20e arrondissements).
Depuis les travaux d'aménagement de la place de la République qui ont pris fin en juin 2013, les 225 premiers mètres de la rue sont, comme cette place, piétonnisés jusqu’au croisement du quai de Valmy et du boulevard Jules-Ferry.
Ce site est desservi par les stations de métro République, Goncourt et Belleville.

Vues contemporaines
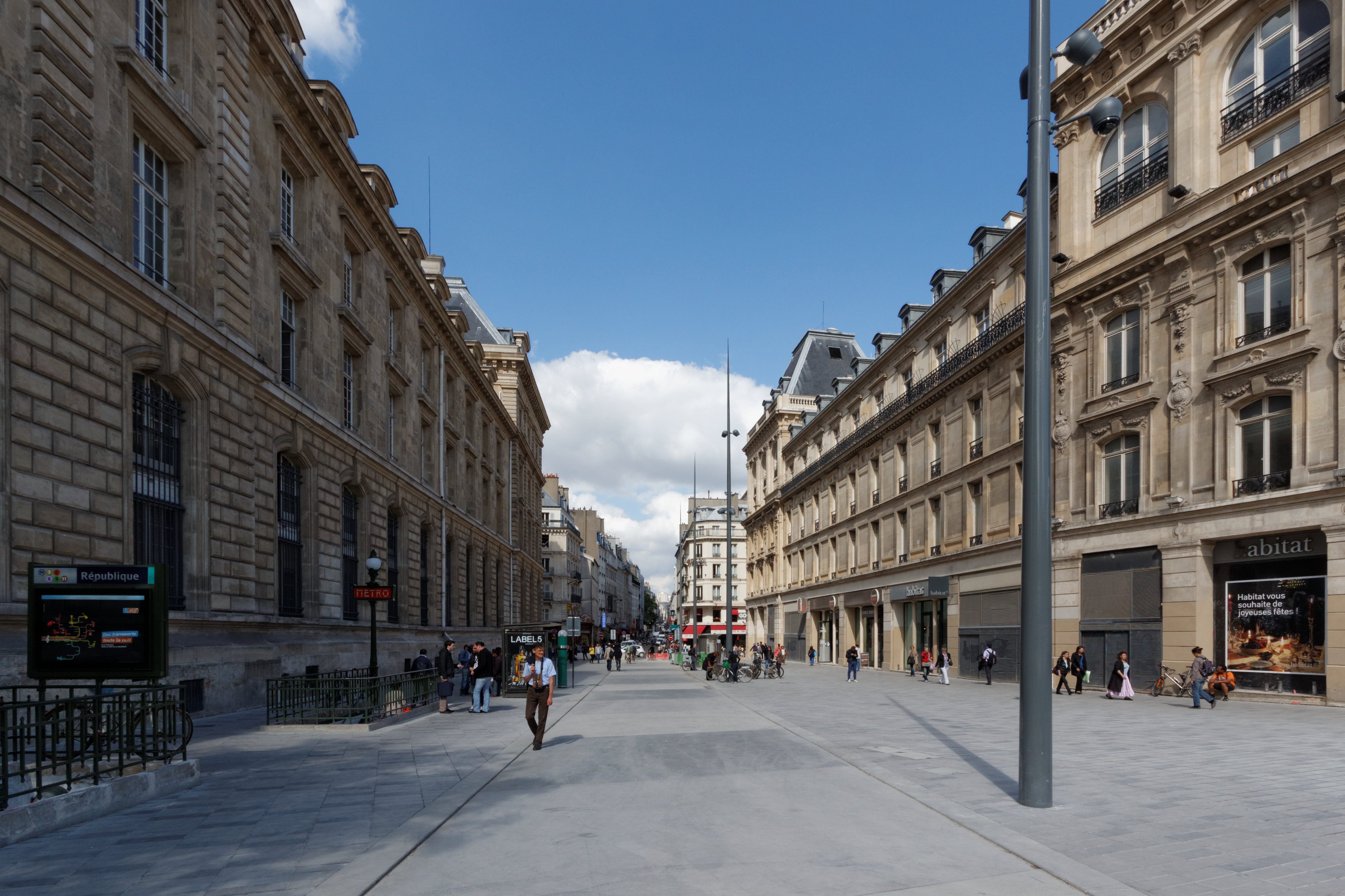
Le début de la rue du Faubourg-du-Temple, place de la République.
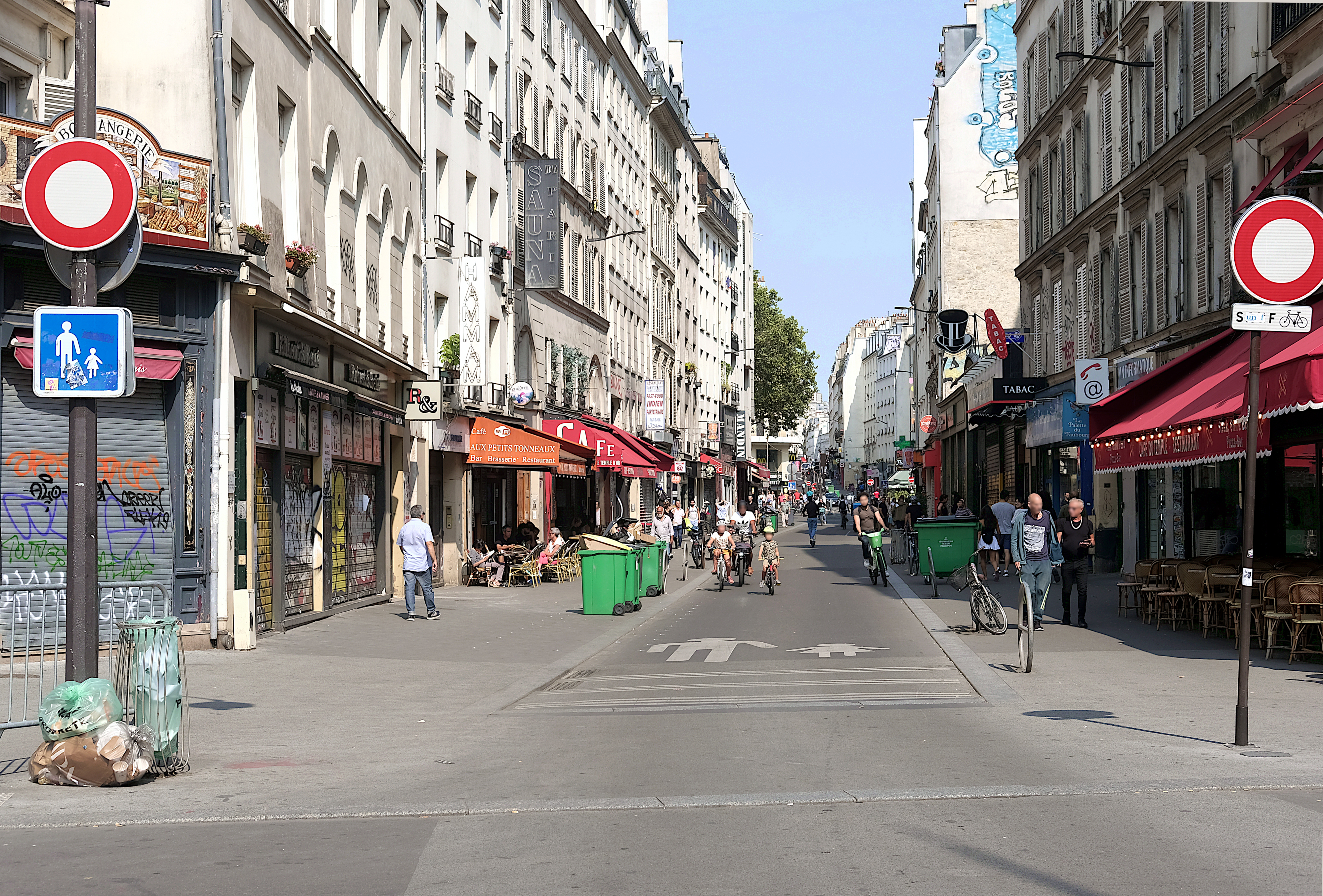
La rue en 2024, vue depuis la rue Yves-Toudic.

## Origine du nom
La rue du Faubourg-du-Temple doit son nom au fait qu'elle traversait le hameau situé à l'extérieur de la porte du Temple du mur d'enceinte qui desservait de l'ordre des Templiers, et qu'elle est tracée dans le prolongement de la rue du Temple. Le faubourg est primitivement un quartier « fors le bourg » (de l'ancien français « fors », issu du latin foris « en dehors » et de borc, bourg, forsborc vers 1200, forbours vers 1260).

## Historique
Cette voie est un très ancien chemin conduisant à Belleville, l'ancêtre de cette rue traversait en 1175 une propriété du chapitre de Saint-Merry et longeait le domaine de la Courtille Saint-Martin donné en 1060 par le roi Henri Ier à un emplacement situé à l'angle de l'actuelle rue Bichat. À partir du XIIIe siècle de riches bourgeois de Paris y établissent leurs demeures au milieu de jardins potagers, les « courtils » qui donnent son nom de La Courtille au hameau.
La construction de l'enceinte de Charles V fait de cette petite agglomération un faubourg de Paris.  La rue prend son nom au début du XVIe siècle car elle était la voie du faubourg de Paris au-delà de la porte du Temple. Au cours de la guerre de Cent ans, les domaines bourgeois et ecclésiastiques sont morcelés et convertis en vignes produisant un vin clairet le « guinguet ». Des cabarets, les guinguettes, s’y établissent, délivrant ce vin médiocre, exemptées des droits sur le vin appliqués à l’intérieur de Paris et La Courtille devient un quartier de divertissements. 
La rue est citée sous le nom de « rue du faulxbourg de la porte du Temple, appellé la Courtille » dans un manuscrit de 1636.
Le mur des Fermiers généraux divise la Courtille en Basse Courtille (faubourg du Temple) soumise aux taxes à l’intérieur de la ville et Haute Courtille (en bas de l’actuelle rue de Belleville jusqu’à la rue de Tourtille) de part et d’autre de la barrière de la Courtille établie en 1788. À cette date, la rue du Faubourg-du-Temple se limite à la partie de la voie à l'intérieur de Paris et les guinguettes prospèrent dans la commune de Belleville (partie basse de l'actuelle rue de Belleville) exonérée des droits d'octroi. 
Plus tard, les aménagements du XIXe siècle (place du Château-d'Eau et place de la République) l'ont amputée de sa partie la plus proche de Paris.
La rue est parcourue de 1891 à 1924 par le funiculaire de Belleville,,.
Le 11 mars 1918, durant la première Guerre mondiale, le no 83 rue du Faubourg-du-Temple est touché lors d'un raid effectué par des avions allemands.

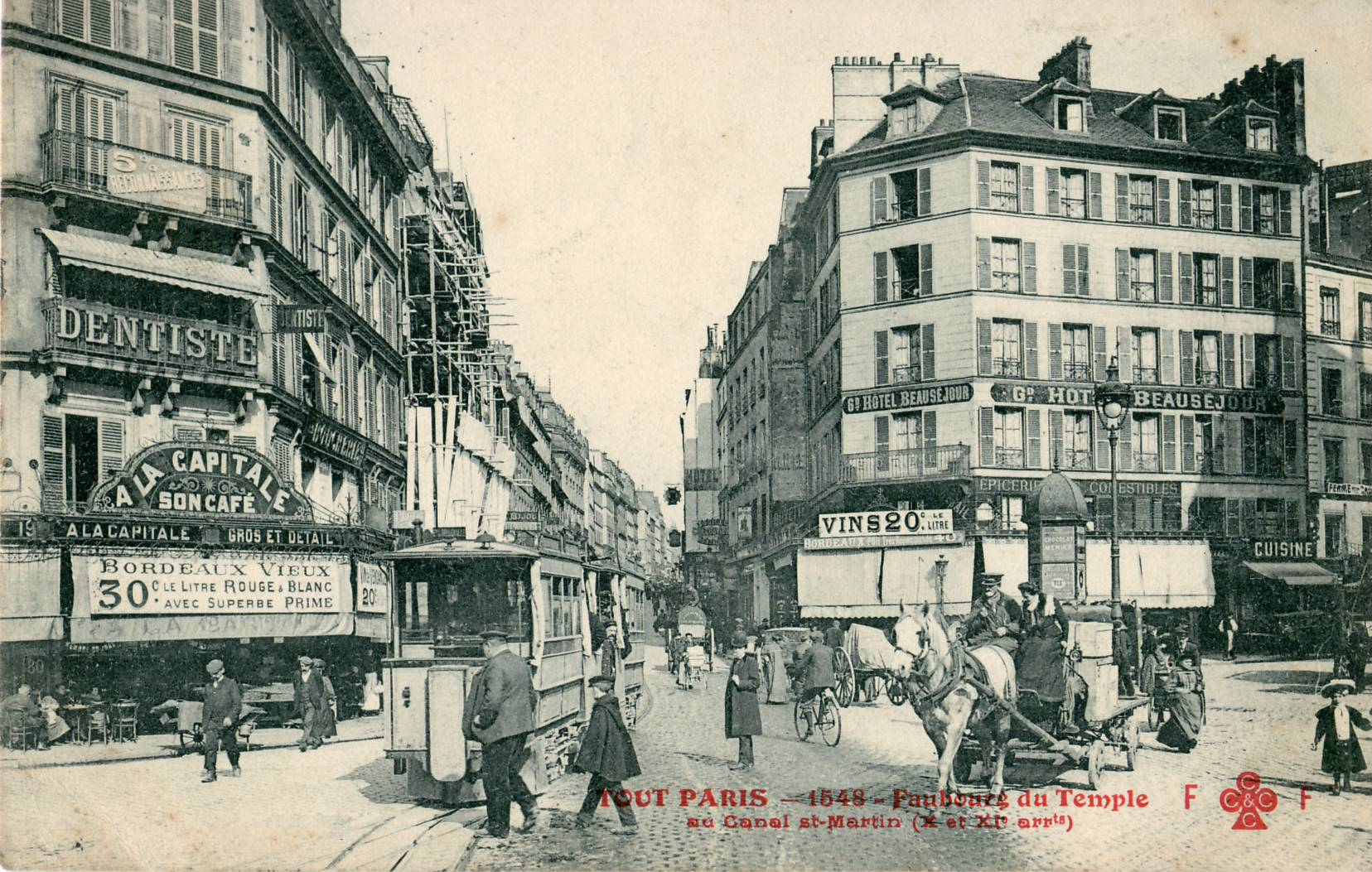
La rue du Faubourg-du-Temple était desservie par plusieurs lignes de tramway ainsi que par le tramway funiculaire de Belleville, dont on voit ici une rame.
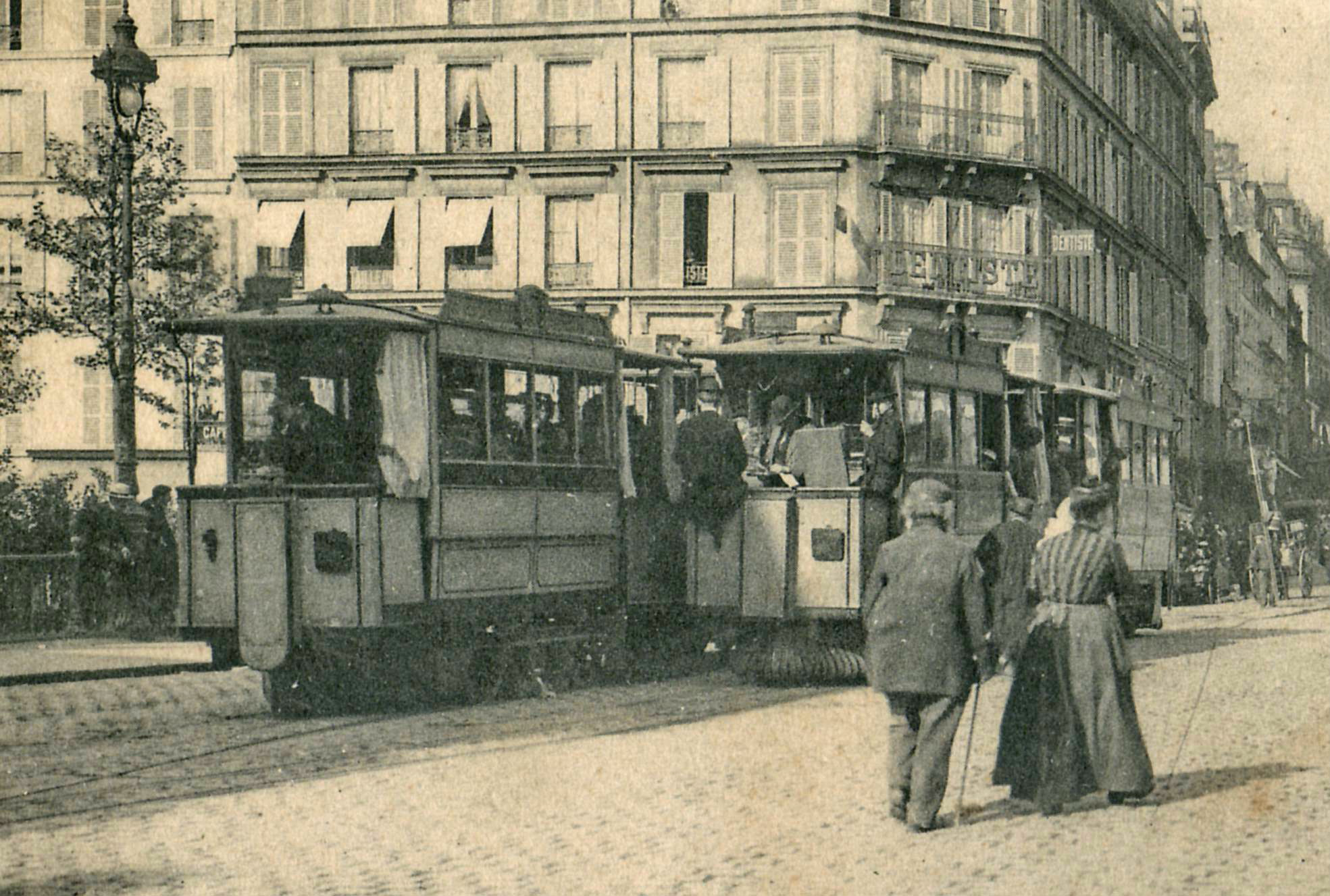
Croisement de deux rames du tramway funiculaire de Belleville vers 1900, au-dessus du canal Saint-Martin, à cet endroit passant en souterrain.
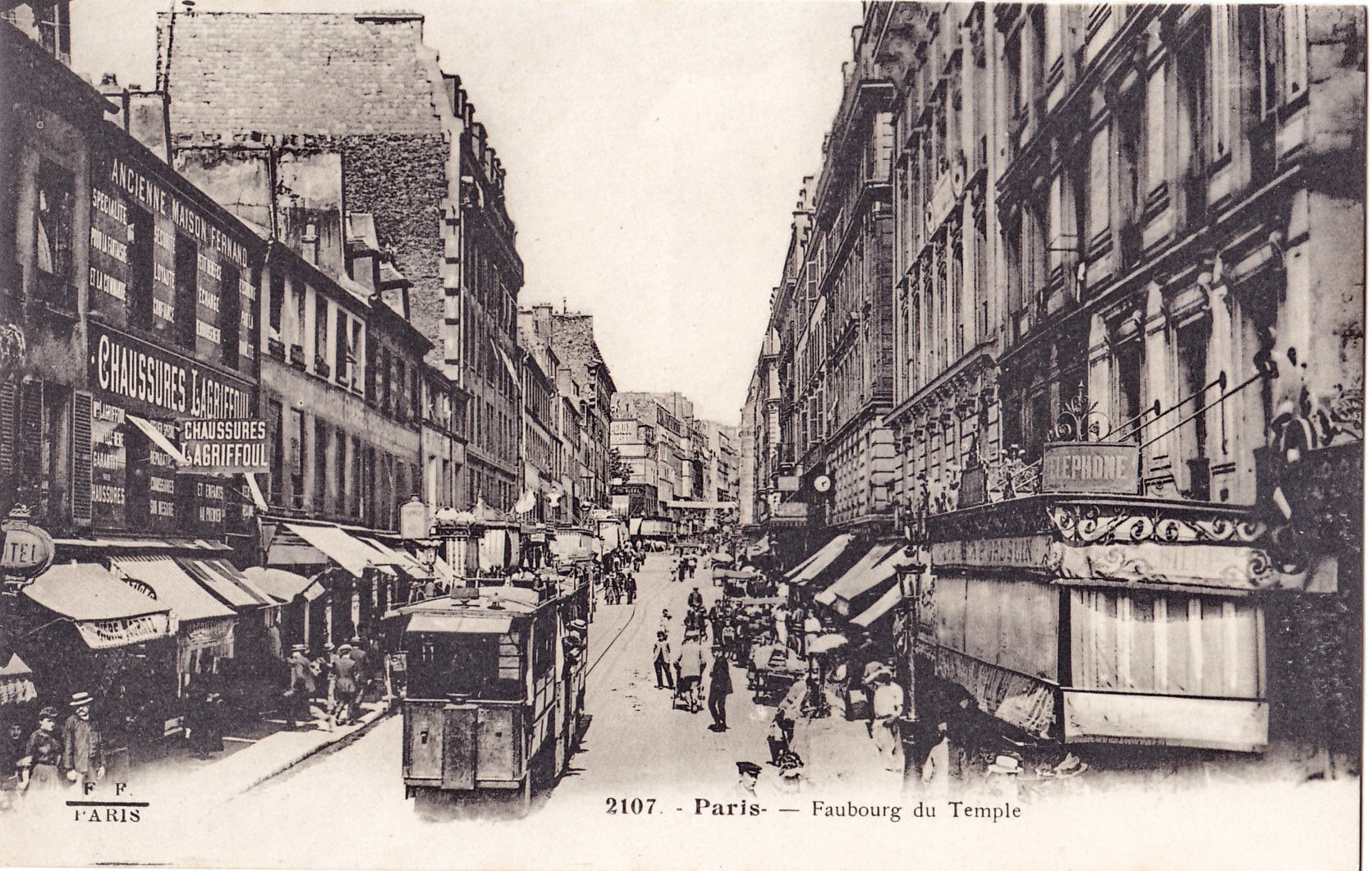
Autre vue du tramway funiculaire de Belleville.
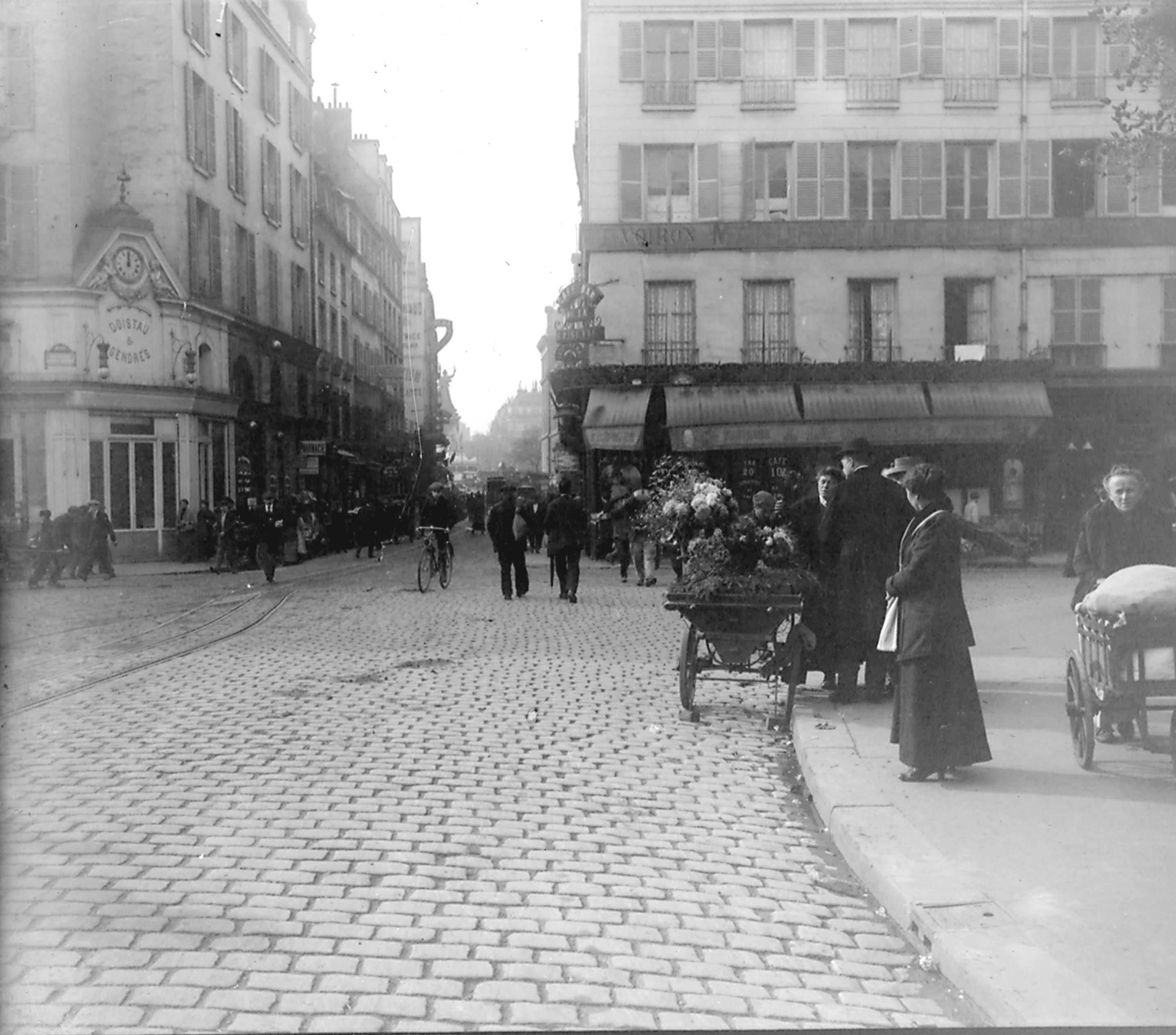
Rue du Faubourg-du-Temple pendant la guerre de 1914-1918, au croisement du quai de Valmy.
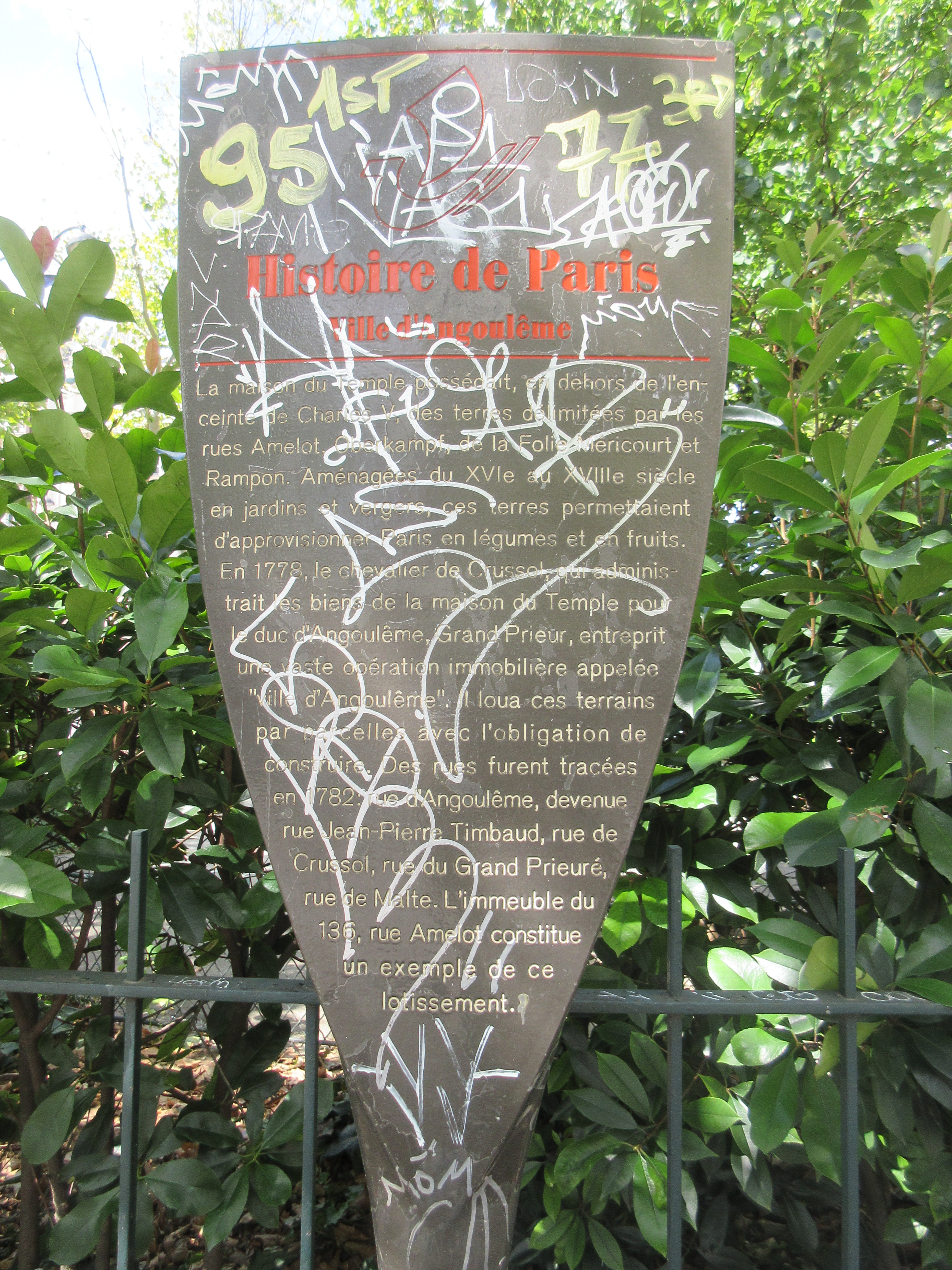
Panneau Histoire de Paris « Ville d'Angoulême »

## Bâtiments remarquables et lieux de mémoire
- Le peintre Simon Mathurin Lantara (1729-1778) demeura dans cette rue à un moment de sa vie. La barrière du Temple était à l'entrée de la rue[7].
- Caserne Vérines.

- No 7 : le sculpteur Pierre-Jules Mêne (1810-1879) y vécut[8].
- No 11 : siège de l'Œuvre de secours aux enfants (OSE), jusqu'alors nommé « centre Georges Garel », qui devient le centre Georges-et-Lili-Garel le 23 juin 2014[9].
- No 18 : l'écuyer anglais Philip Astley inaugure cette cour en 1780 pour en faire un manège, qu'il transforme en cirque équestre (sous le nom de Cirque Astley), lors de son association avec Antonio Franconi. En 1912, le site devient un cinéma de 500 places (le Consortium) puis, en 1922, un café-concert, le Temple-Concert. En 1930, l'adresse redevient un cinéma, nommé Templia. Repris en 1969, il est modernisé et prend le nom d'Action-République. En 1985, il est renommé Républic-Cinémas puis, à partir de 1992, le Reflet-Républic, et en 1995 le République, porté sur l'art et essai ; la salle compte 270 places. Plusieurs projections de la Cinémathèque française y ont lieu entre 1993 et 1997. Fin 2001, le cinéma se tourne vers les courts-métrages et prend le nom de Cinéalternative. En 2003, le site, renommé « Temple », devient brièvement un théâtre, proposant quelques séances de cinéma pour enfants. Depuis 2014, le site accueille l'Apollo Théâtre[10].
C'est également l'entrée de la boîte de nuit Le Gibus.

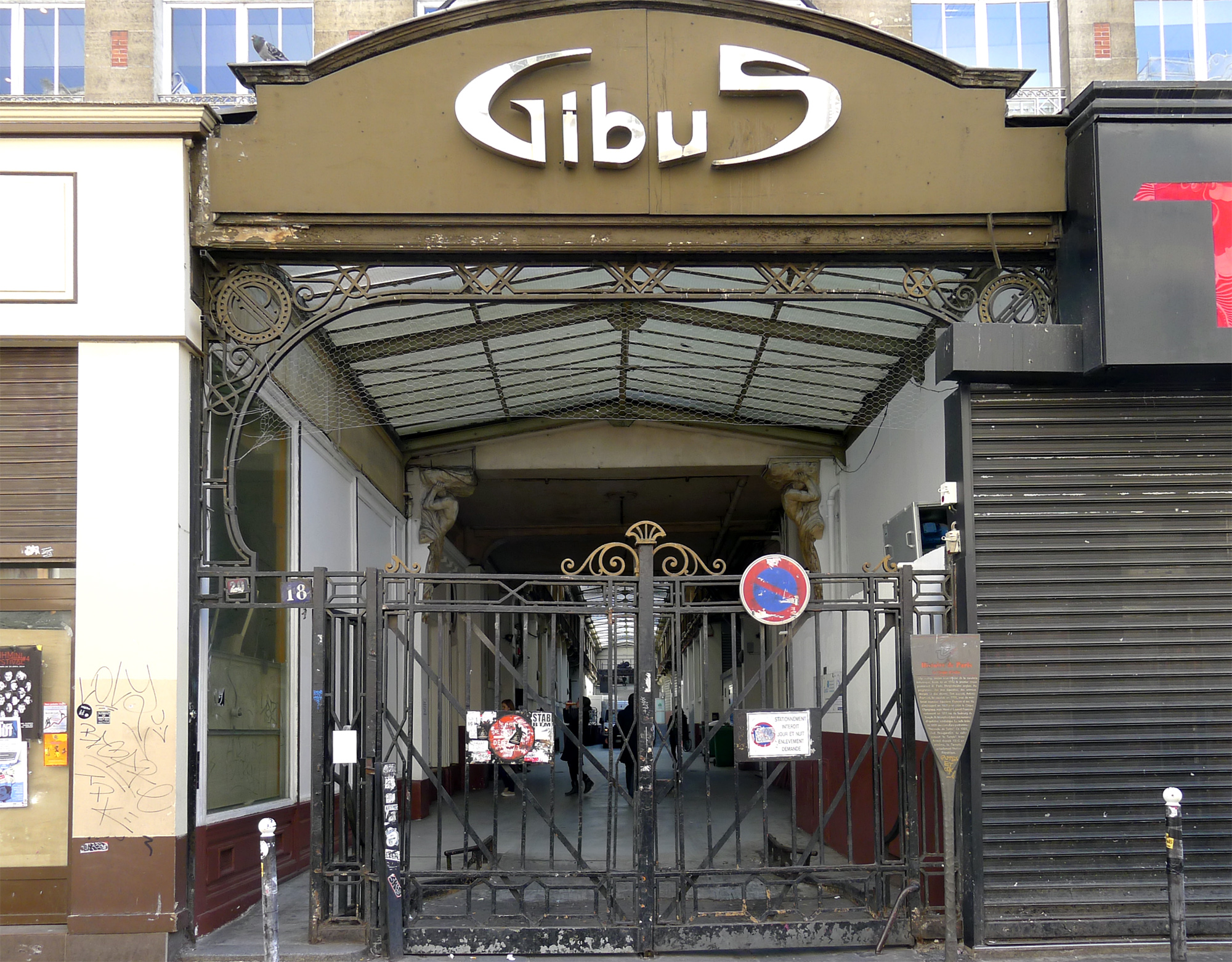
L'entrée du no 18.
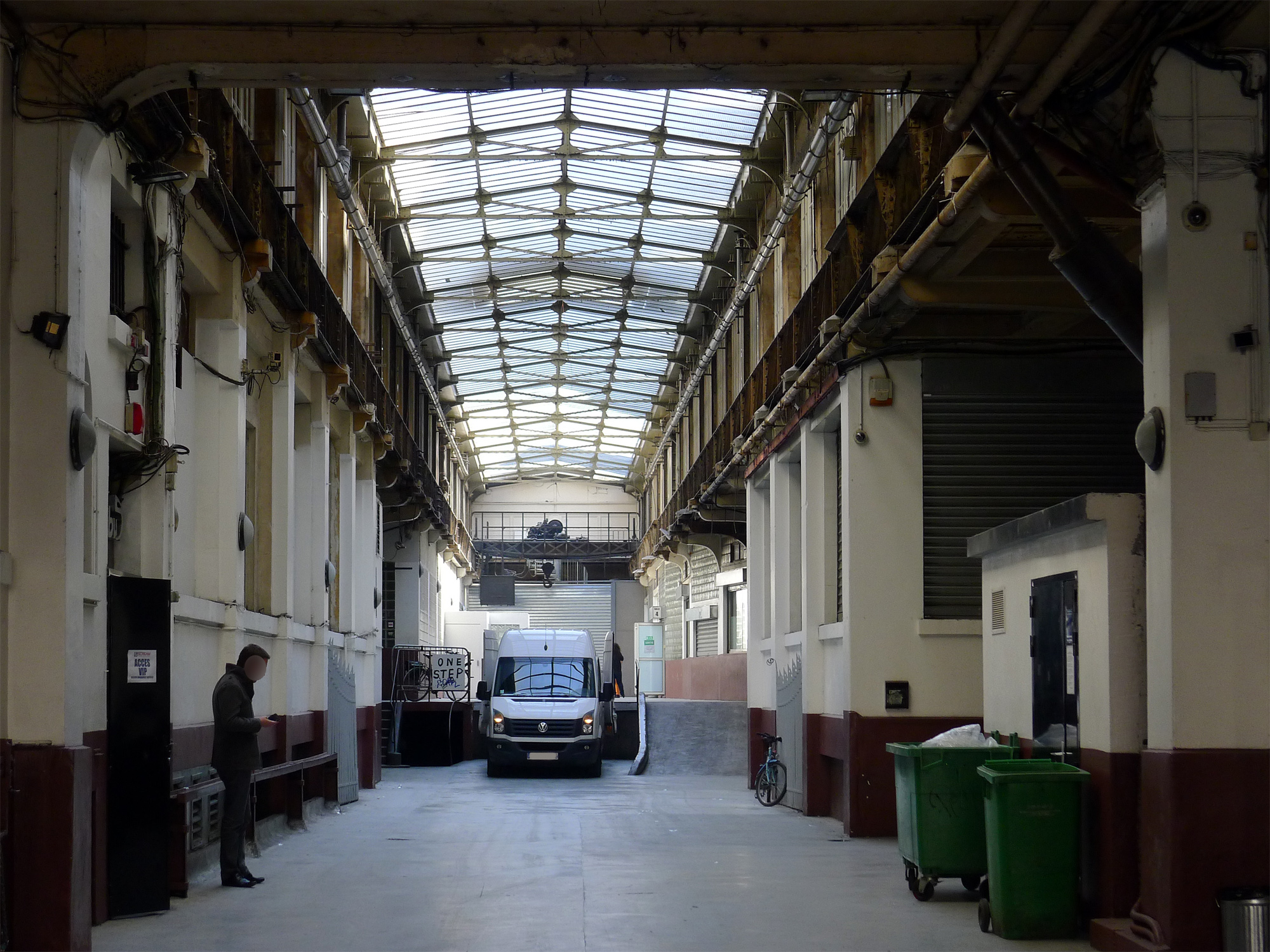
Le fond du no 18 avec la verrière.
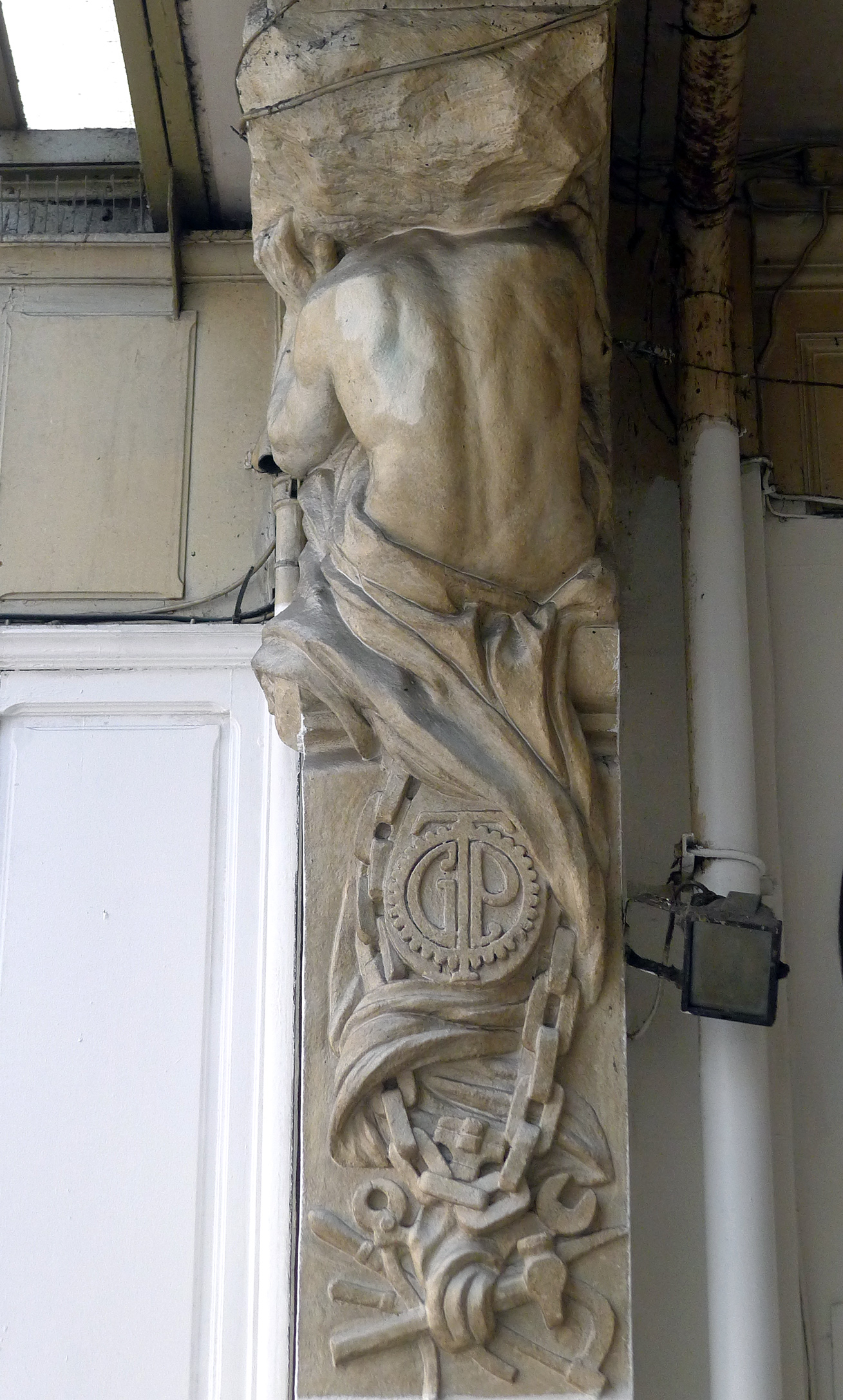
L'un des deux atlantes de l'entrée.

- No 23 : la famille Wolman y habite au moment où débute la Seconde Guerre mondiale. Le père, Moszek Wolman, est déporté à Auschwitz mais survit. La mère, aussi déportée à Auschwitz, n'en reviendra pas. Les deux fils, Roger Wolman et son frère Henri, font partie des Enfants d'Izieu mais quittent l'institution avant la rafle du 6 avril 1944 et survivent à la Shoah.
Le République-Cinéma y ouvre en 1936. Doté d'une salle de 541 places, il propose initialement des films d'actualités, des dessins animés et des documentaires. Reconverti ensuite dans le cinéma traditionnel, il ferme à la fin des années 1970. En 1980, le site devient un dancing[11].
- No 28 : horloge et bas-relief à l'angle de la rue et du boulevard Jules-Ferry.

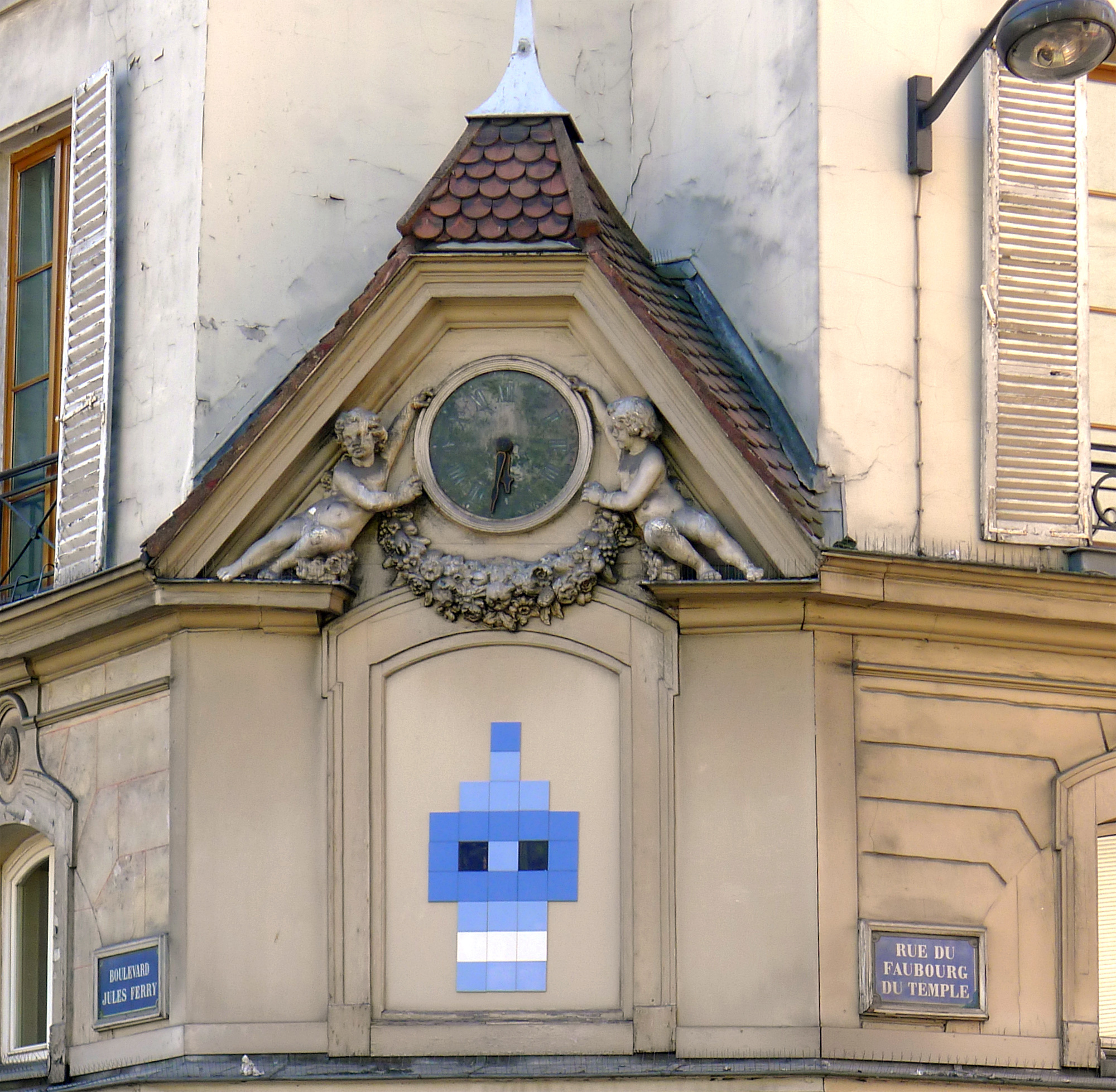
Horloge et bas-relief.

- No 37 : café-théâtre du Palais des glaces.

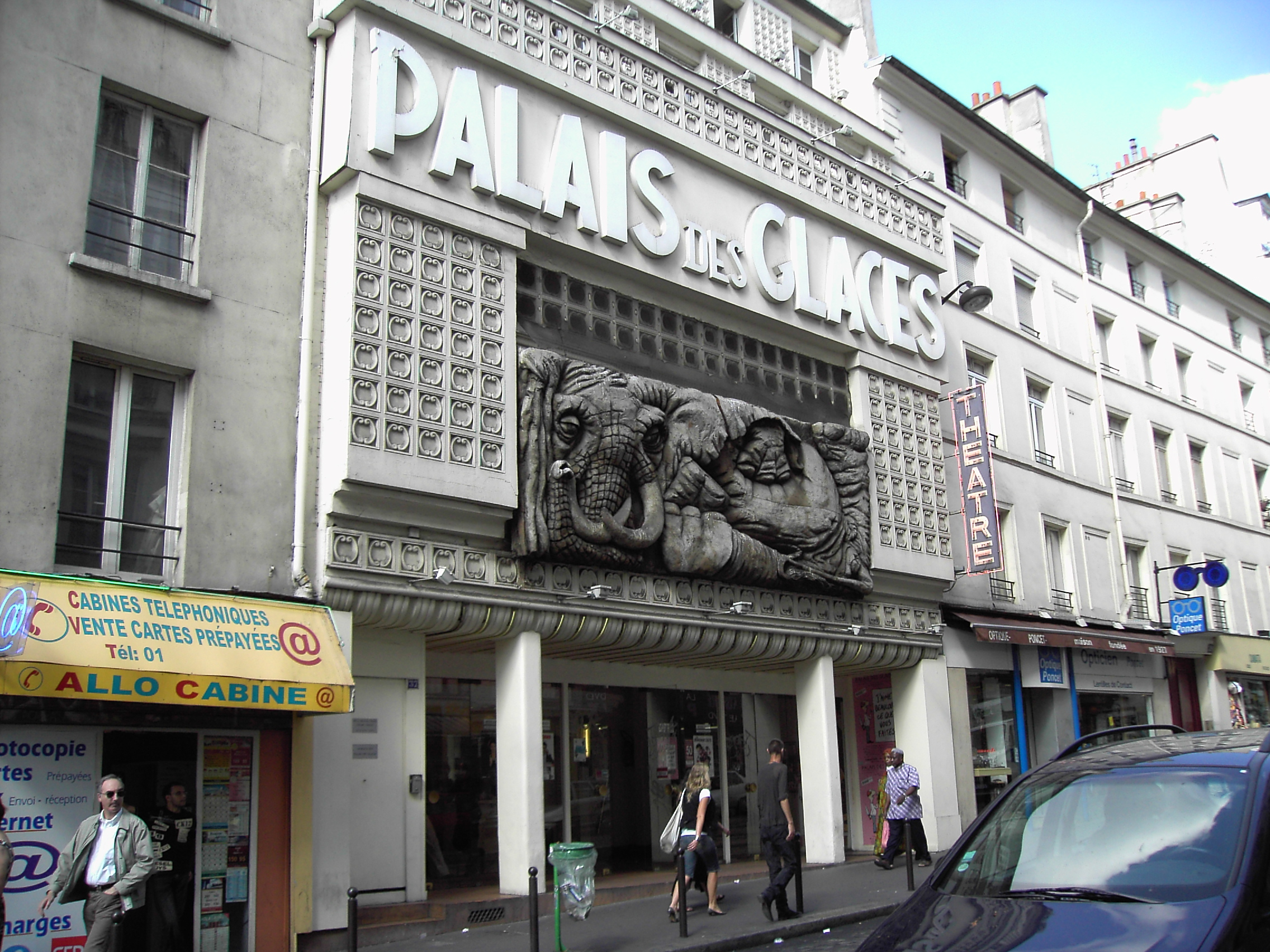
Le Palais des glaces en 2005.

- No 65 : Louis Malécot (1871-1943), aérostier, y a demeuré.
- No 68 et rue des Goncourt : emplacement de la caserne de la Courtille.
- No 105 : galerie Art déco, le Palais du Commerce, inscrite comme monument historique[12] et boîte de nuit, La Java.
- No 108 : Léon Rodriguez, membre de la bande à Bonnot y a demeuré
- No 131 : emplacement du cabaret de la Courtille de Dénoyez, au XIXe siècle ; 
  - vers 1850, l’immeuble était considéré comme le plus grand de Paris en raison de la grande homogénéité de ses bâtiments ;
  - la « cour de la Grâce-de-Dieu » doit son nom à Horace Meyer, propriétaire du lieu et directeur du théâtre de la Gaîté-Lyrique, où la pièce dramatique La Grâce de Dieu avait été un grand succès[13].